# Zündabstand
Der Zündabstand gibt in Kurbelwinkel-Graden an, in welchem Abstand die Arbeitstakte eines Verbrennungsmotors folgen. Je mehr Zylinder, desto kleiner wird der Zündabstand. Dies beeinflusst den Motorlauf, der damit ruhiger wird, und den Drehmomentverlauf, der durch kleine Zündabstände gleichmäßiger wird. Die Zündabstände eines Viertakt-Hubkolbenmotors liegen zwischen 720° beim Einzylindermotor und 60° beim Zwölfzylindermotor. Die Formel für den Zündabstand bei üblicher Kröpfung lautet: 720° KW : Zylinderzahl = Zündabstand. Andere Zündabstände ergeben sich beispielsweise durch die Big-Bang-Zündfolge.
Siehe auch: Zündfolge und Zündzeitpunkt